# Baculites
Baculites är ett släkte av ammoniter som har rakt, stavformigt skal.
Baculites förekommer under krita, främst under dess yngre del. I Sverige har man påträffat flera arter av Baculites, främst i sydöstra Skåne i där förekommande glaukonitiska märgelbergarter vid Köpinge och Eriksdal.